# Мемешев Редван Раїмович
Редван Раїмович Мемешев (крим. Redvan Memeşev; 15 серпня 1993, Джанкой, АР Крим, Україна) — український кримськотатарський футболіст, півзахисник клубу «Кизилташ» та екс-гравець молодіжної збірної України.

## Кар'єра
За національністю — кримський татарин. Професійні виступи розпочав на початку 2011 року у складі першолігової «Кримтеплиці», в якій за два з половиною сезони провів 49 матчів в чемпіонаті, в яких забив 7 голів.
Влітку 2013 року «тепличники» знялися з чемпіонату і Редван на правах вільного агента перейшов в луцьку «Волинь». Дебютував у Прем'єр-лізі України у 1-му турі у грі проти київського «Динамо» (1:1), Редван зіграв на полі майже весь матч, отримавши на 90-й хвилині червону картку. У матчі проти донецького «Шахтаря» 1 листопада 2013 року оформив дубль. Лучани обіграли суперника 2:0, а Мемешев тим самим відкрив рахунок своїм забитим голам у Прем'єр лізі.
Після вильоту луцького клубу з Прем'єр-ліги, 17 серпня 2017 року перейшов до складу львівських «Карпат», де, втім, майже не грав і у грудні покинув команду.
У березні 2018 року підписав півторарічний контракт з «Дніпром-1». Загалом провів за клуб 13 матчів (2 голи, 3 асисти) і на початку 2019 року покинув команду у статусі вільного агента.
У березні 2019 року після перегляду став гравцем білоруського клубу «Славія-Мозир». Сезон 2019 розпочав у стартовому складі, але згодом почав здебільшого виходити на заміну, а також грав за дубль. Тому у липні 2019 року Редван за згодою сторін залишив мозирську команду.
У серпні 2019 року приєднався до «Кримтеплиці», яка виступала в чемпіонаті тимчасово окупованого Криму, де провів півтора роки.
У березні 2021 року перебрався до клубу «Киран» з Першої ліги Казахстану. На початку 2022 року повернувся до Криму, і став виступати за «Євпаторію», а влітку перебрався до «Кизилташа».

### Збірна
5 листопада 2013 року Редван отримав виклик у молодіжну збірну України. Дебютував за «молодіжку» 18 листопада 2013 року у грі проти однолітків зі Швейцарії, відігравши на полі 55 хвилин. Став першим кримським татарином у молодіжній збірній.
У 2014 році у складі молодіжної збірної виграв Кубок Співдружності.